# Dissören, Bolatunget, Storlandet och Krokören
Dissören, Bolatunget, Storlandet och Krokören sammansmältande med Stora Grundören och Grisselören i söder är en ö i Finland. Den ligger i Bottenviken och i kommunen Larsmo i den ekonomiska regionen  Jakobstadsregionen i landskapet Österbotten, i den nordvästra delen av landet. Ön ligger omkring 89 kilometer nordöst om Vasa och omkring 420 kilometer norr om Helsingfors.
Öns sammanlagda area är 3,87 kvadratkilometer och dess största längd är 5,2 kilometer i nord-sydlig riktning. Stora Grundören med Grisselören skiljs från resten av ön genom ett kilometerlångt smalt och mycket grunt sund, som åtminstone vid lågt vattenstånd är torrt. Sundet är naturskyddat område. I norr skiljs ön från Orrskäret genom en muddrad kanal.

## Några delöar med egna namn
- Dissören 63°48′07″N 22°38′29″Ö / 63.80187°N 22.64139°Ö
- Bolatunget 63°47′52″N 22°38′37″Ö / 63.79771°N 22.64368°Ö
- Storlandet 63°47′21″N 22°38′57″Ö / 63.78905°N 22.64906°Ö
- Krokören 63°46′59″N 22°39′06″Ö / 63.78293°N 22.65173°Ö
- Bastuören 63°47′38″N 22°38′56″Ö / 63.79382°N 22.64889°Ö
- Lilla Krokören 63°46′40″N 22°39′16″Ö / 63.77785°N 22.65449°Ö